# Celaena virgata
Celaena virgata là một loài bướm đêm trong họ Noctuidae.